# Sayil

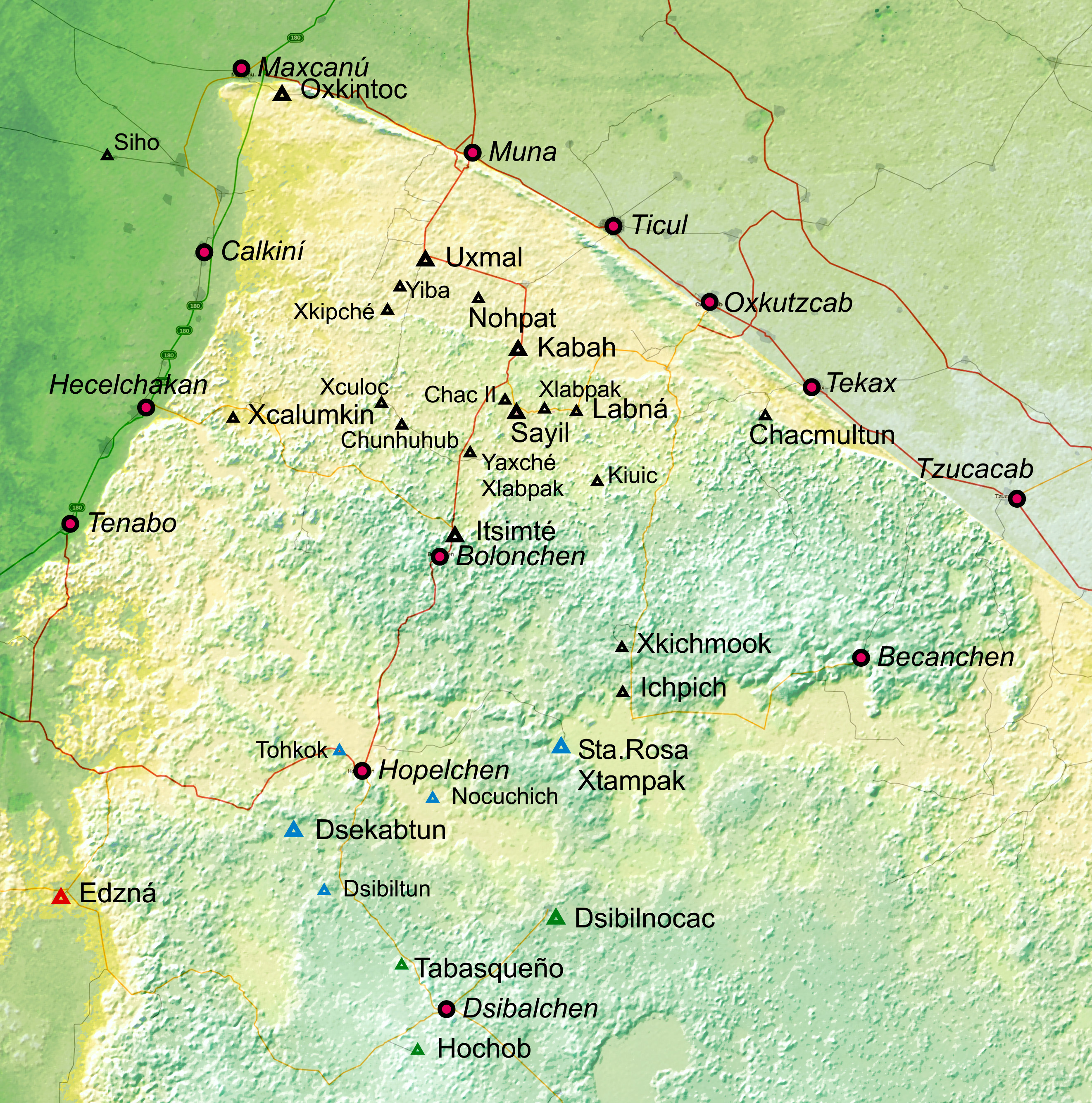
Sites régionaux.

Sayil est un site archéologique maya de la région Puuc dans l'État du Yucatán au Mexique, à une vingtaine de kilomètres au sud d'Uxmal. La cité, dont l'apogée se situe à la fin du Classique (800-950 ap. J.C.), couvre près de 5 km2. De 1983 à 1988, elle a fait l'objet d'une importante série de campagnes de fouilles dirigées par Jeremy Sabloff et  Gair tourtellot. Il s'agit d'un centre secondaire, qui dépendait sans doute d'Uxmal.
Le monument le plus connu est le Grand Palais, un édifice de trois niveaux, caractéristique du style dit « Puuc », notamment par sa décoration à colonnettes. Sa construction s'est faite en plusieurs étapes. Le palais est le point de départ d'un sacbe qui détermine l'axe nord-sud du site. Sayil comporte un grand nombre de chultuns (citernes souterraines), indispensables dans une région au sous-sol poreux et dépourvue de cours d'eau. Un sacbe d'1,7 km relie la cité au site récemment exploré de chac II.

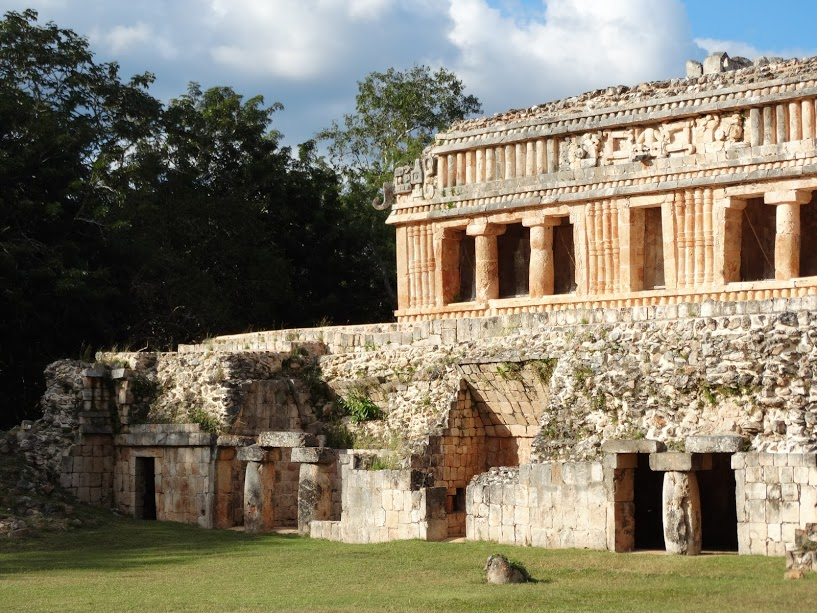
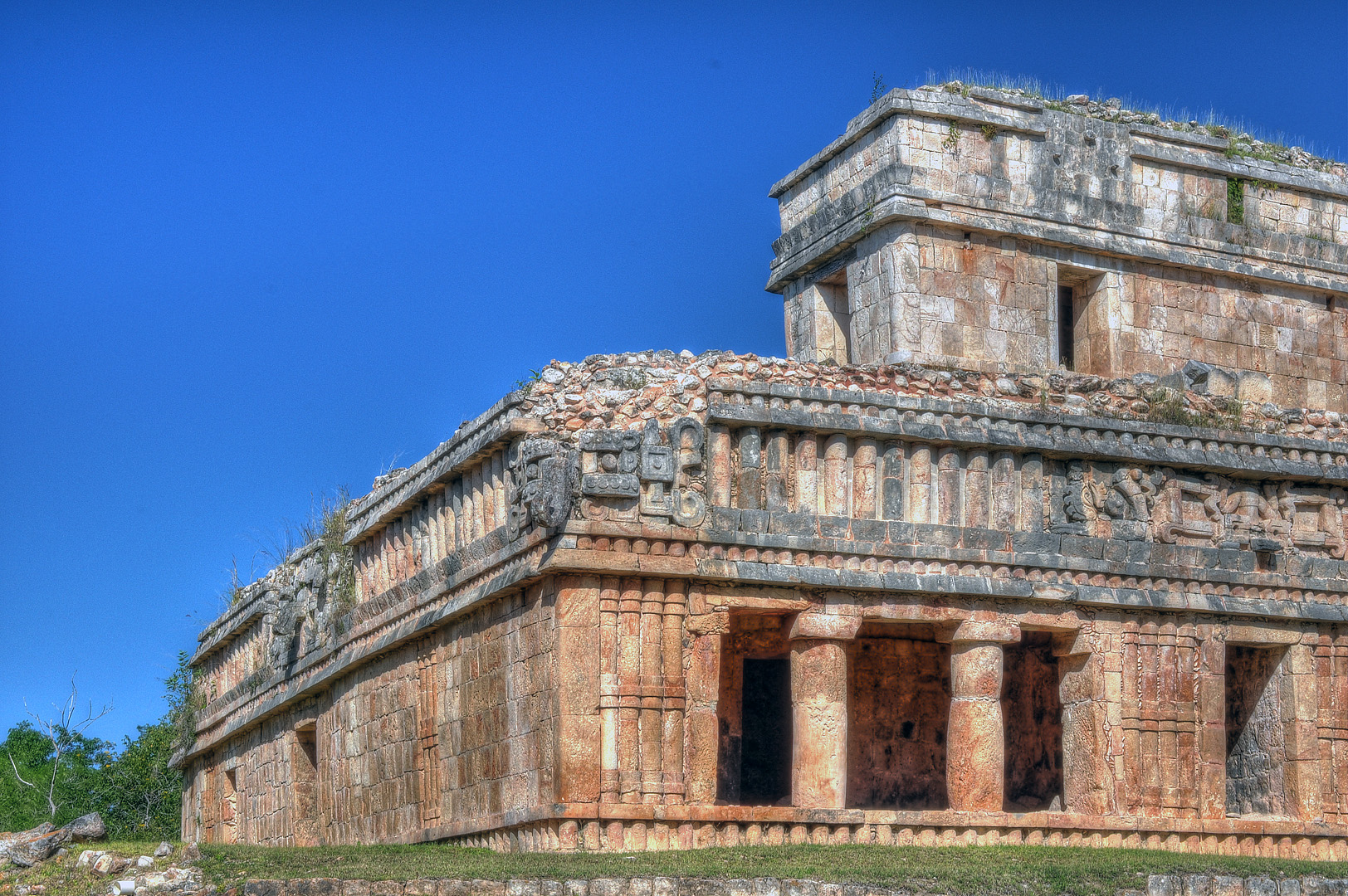
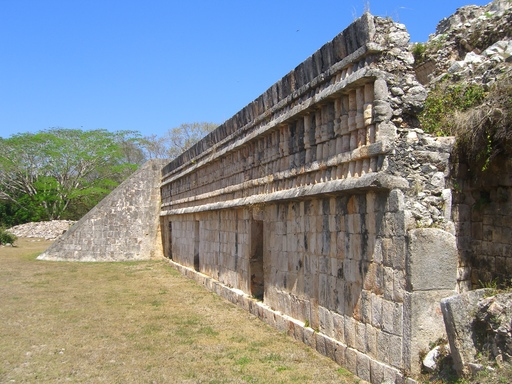
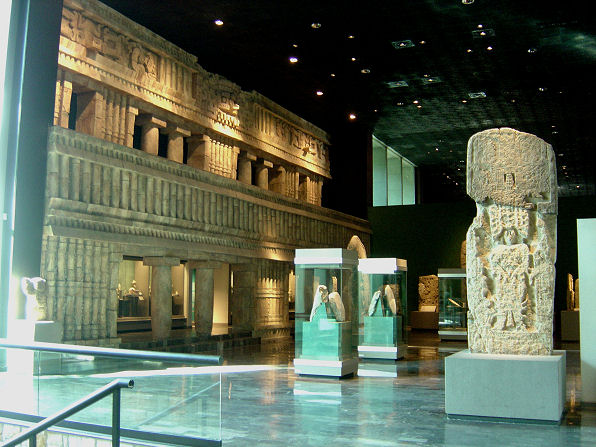